# Juan Kindelán
Juan Kindelán Jaquotot, conocido como Juan Kindelán (Córdoba, 25 de marzo de 1940 - Madrid, 5 de mayo de 2022), fue un empresario, editor y periodista español.

## Biografía
Nacido en Córdoba (1940), se trasladó durante su juventud a Pamplona, donde se licenció en Ciencias de la Información en la Universidad de Navarra. Posteriormente completó su formación universitaria con una Diplomatura en Dirección de Empresas en el IESE (Barcelona), además de cursar estudios de Historia de Hispanoamérica en la Universidad Hispanoamericana de Santa María de La Rábida ( (Huelva) y de Lengua Española en la Universidad Marcelino Menéndez Pelayo (Santander).

### Carrera ejecutiva

#### Empresario y periodista
Fue redactor jefe y director adjunto de La Actualidad Española, director de Actualidad Económica, director de publicaciones del Instituto de Desarrollo Económico, presidente de la patronal de Agencias de Información españolas y miembro de las directivas de la Asociación de Revistas de Información (ARI) y de la Asociación de Editores de Diarios (AEDE).
En 1977, con la adquisición de Actualidad Económica, —el principal medio económico de entonces—, el Grupo Recoletos, presidido por Juan Kindelán, comenzó un periodo de gran crecimiento, en el que tuvieron lugar diversos acontecimientos editoriales, entre los que destacan el lanzamiento de la revista Casa Viva (1981), la compra de la revista Telva (1982) y del diario deportivo Marca (1984), y el lanzamiento del diario económico Expansión (1986).
Su gestión al frente de estos medios de comunicación cosechó inmejorables resultados periodísticos y económicos. En un momento en el que se habían producido tres hitos en la prensa española: la ruptura del monopolio del papel en la prensa nacional, la implantación de la multimpresión y la conversión de la distribución, —que había sido un tradicional centro de costes de los diarios— en un centro de beneficios.
Kindelán, consejero delegado del diario Marca, renunció a la subvención en el precio del papel prensa nacional, sustituyéndolo por el papel nórdico, más caro y de mayor calidad. Estaba convencido de que el éxito de un diario dependía fundamentalmente de ofrecer al lector un producto de calidad, —comenzando por el papel—, en lugar de tratar de ahorrar costes. Además, fue pionero en utilizar la multimpresión en el diario Marca, a través de la instalación de rotativas —implantadas entre 1989 y 1995—, en diversos puntos de la geografía española: Canarias, Pontevedra, Sevilla y Valencia. Con ello, el diario deportivo llegó al punto de venta, incluyendo las últimas noticias y tiempo antes que la competencia. Finalmente, Kindelán consiguió con su gestión, que los grandes grupos del sector fusionaran sus respectivas redes de distribución.
Fue cofundador, consejero delegado y presidente del Grupo Recoletos, que llegó a convertirse en una compañía líder de la prensa especializada en España, al editar publicaciones tan variadas como Marca, Expansión, Diario Médico, Actualidad Económica, Telva y Gaceta Universitaria.
También fue miembro del Comité Español del World Monuments Fund, del Consejo Asesor de la Escuela de Negocios ICADE, del patronato de la Fundación Codespa y de la prelatura Opus Dei.
En 2002 asumió la presidencia de la emisora radiofónica Onda Cero, en sustitución de Javier Gimeno, puesto que compatibilizaba con las vicepresidencias de Marpetrol y Naviera Vizcaína.
Fue presidente de Dixi Media Digital, la Fundación Worldwide Bioethics y Ediciones Cristiandad.
Casado con Asunción García Monzón Díaz de Isla, tuvo cuatro hijos: Clara, Macarena, Juan María y Rocío y veintiún nietos.